# Lleó de Kartli
Lleó (Shah Quli Khan), nascut després de 1658 i abans del 26 d'agost de 1660, era fill de Vakhtang V de Kartli i de Rwadam. Fou breument rei de Kartli el 1709. Fou general de l'exèrcit persa i comandant de les forces georgianes dins d'aquest exèrcit en la campanya contra els balutxi del 1698 al 1700; i Divanbegi (senyor cap de justícia) de Pèrsia del 1701 al 1709. Va rebre el títol de Shah Quli Khan del xa de Pèrsia el 1701. Lloctinent del seu pare a Geòrgia mentre estava absent 1703-1709, el va succeir el 1709. Es va casar amb Thouta Gurieli (+1678), filla de Kaikhushru II Gurieli de Gúria; i després amb Tinatina filla del príncep Jordi Panaskerteli-Avalishvili. Va morir a Esfahan el de 13 de juliol de 1709